# Aka Mortjiladze
Aka Mortjiladze är pseudonym för Giorgi Achvlediani, född 1966, som är en georgisk författare.